# Melvin Frank
Melvin Frank (Chicago (Illionois), 13 augustus 1913 - Los Angeles (Californië), 13 oktober 1988) was een Amerikaans scenarioschrijver, filmproducent en regisseur. Hij vormde een schrijverskoppel met een oude schoolvriend, Norman Panama, deze samenwerking zou 30 jaar duren.

## Filmografie (selectie)
- The Duchess and the Dirtwater Fox - 1976 (scenario)
- A Touch of Class - 1973 (regisseur, producent en schrijver)
- Buona Sera, Mrs. Campbell - 1968 (producent)
- The Court Jester - 1955 (regisseur, producent en schrijver)
- Knock on Wood - 1954 (producent)